# Tematski šahovski turnir
Tematski šahovski turnir vrsta je šahovskog natjecanja. Karakterizira ga to da svi sudionici igraju partije koje moraju imati isto otvaranje koje je tema tog turnira, zbog čega se zove tematski turnir. 

1912. godine održan je Međunarodni gambitni turnir Opatija. Tema je bio kraljev gambit. Na turniru je iskristalizirana opatijska varijanta kao najbolja mogućnost obrane za crne. Danas se smatra da je to bio prvi međunarodni turnir u Hrvatskoj iako je Opatija u to vrijeme bila dio Austrije.